# Jozue

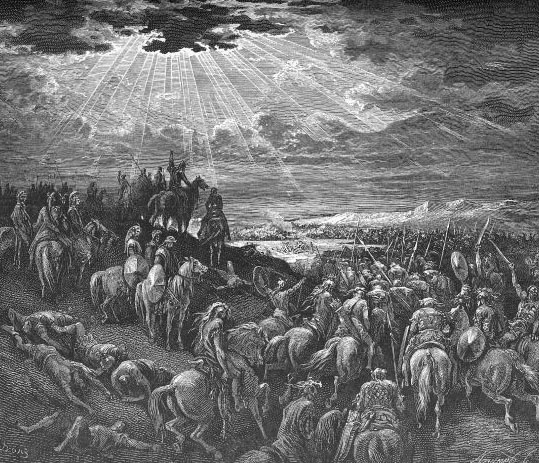
Jozue wstrzymuje słońce, grafika Gustave Dorégo.

Jozue, Jeszua, Jezus, hebr. יְהוֹשׁוּעַ – „Jahwe to wybawienie", cs. Prawiednyj Iisus Nawin, praotiec – postać biblijna, bohater Księgi Jozuego, sędzia starożytnego Izraela, symbol nieugiętości i wierności, święty katolicki, prawosławny, ormiański i koptyjski.
Jozue był synem Nuna (Nona) z plemienia Efraima. Urodził się w Egipcie podczas niewoli egipskiej. Jego pierwotne imię to Ozeasz (Hoszea) hbr. הוֹשֵׁעַ - „Jahwe wybawił", imię Jozue nadane mu zostało przez Mojżesza. Po śmierci Mojżesza został przywódcą Izraelitów, wprowadził ich do ziemi Kanaan i podbił ją. Żył 110 lat. Po jego śmierci rozpoczął się trudny czas dla ludu Izraela.

## Historia Jozuego według Józefa Flawiusza
Gdy Jozue zebrał pięćdziesiąt tysięcy zbrojnych, ruszył na miasto Jerycho, jednak nie przystąpił od razu do oblężenia, lecz zbudował obóz 4 km od Jerycha i odprawił święto Paschy oraz złożył ofiary Bogu na wybudowanym przez siebie ołtarzu. Przez 7 następnych dni kapłani wraz z Arką i strażą obchodzili miasto, dmąc w rogi na postrach oblężonym i na zagrzanie własnych wojsk do męstwa. Siódmego dnia mury miasta runęły, nie tknięte żadną machiną oblężniczą. Wojska Jozuego zdobyły miasto. Następnie Jozue rozbił Najetejczyków i wziął w niewolę Gebeonitów. Później uderzył na niego Adonisedek – król Jerozolimitów wraz z czterema innymi królami, z którymi wszedł w przymierze. Jozuemu pomógł Bóg wydłużając dzień, dzięki czemu wszyscy królowie zostali schwytani, a ich wojska rozbite. Później naprzeciw Hebrajczykom wyruszyły ogromne armie Libanu, Chananejczyków z dolin i Filistynów. Wszyscy ponieśli ogromną klęskę, tracąc również swe miasta, które Jozue oblegał i zdobywał, zabijając wszystko, co tylko wpadło mu w ręce. Miasta i twierdze, szczególnie niedostępne, ze względu na swe położenie lub obwarowania, Jozue pozostawił w spokoju. Kazał wymierzyć i podzielił zdobyte już tereny między plemiona Izraela. Jozue, zgodnie z tym, jak przykazał mu Mojżesz, zniszczył skrupulatnie całą kulturę i wszelkie ślady po potomkach Chananeja, by w przyszłości nie mogły zagrozić trwałości obyczajów. Jozue przez 25 lat był wodzem plemion Izraela, umarł, mając lat 110. Pogrzebano go w mieście Tamna należącym do plemienia Efraima.

## Kult
Wspomnienie liturgiczne Jozuego w Kościele katolickim i ewangelickim obchodzone jest 1 września.
Kościoły wschodnie, z uwagi na liturgię według kalendarza juliańskiego, wspominają sprawiedliwego praojca 1/14 września, tj. 14 września według kalendarza gregoriańskiego.